# Gianfranco Contini
Gianfranco Contini (Domodossola, 4 gennaio 1912 – Domodossola, 1º febbraio 1990) è stato un critico letterario, filologo e partigiano italiano, storico della letteratura italiana e tra i massimi esponenti della critica stilistica.

## Biografia

### Da Domodossola a Parigi: i primi studi
Figlio di Riccardo Contini e Maria Cernuscoli, dopo brillanti studi classici presso il Collegio Mellerio Rosmini di Domodossola si laureò in lettere all'Università degli Studi di Pavia, dove fu convittore del Collegio Ghislieri, con una tesi sulla vita e l'opera di Bonvesin de la Riva nel 1933; perfezionò i suoi studi all'Università degli Studi di Torino sotto la guida del filologo Santorre Debenedetti l'anno seguente ed entrò in contatto con alcuni dei giovani intellettuali che sarebbero ben presto confluiti nella casa editrice Einaudi: Massimo Mila, Leone Ginzburg e lo stesso Giulio Einaudi. Contini si trasferì dal 1934 al 1936 a Parigi, dove entrò in contatto con studiosi del calibro di Bédier, Millardet e Jeanroy. Ottenne poi un incarico presso l'Accademia della Crusca a Firenze ed un insegnamento di letteratura francese a Pisa. In questo periodo inizia il suo rapporto con Eugenio Montale e la collaborazione a Letteratura.

### Friburgo e la lotta partigiana
Nel 1938 fu chiamato quale ordinario di filologia romanza all'Università di Friburgo, come successore di Bruno Migliorini; lì istruì una schiera eletta di allievi anche italiani, rifugiati durante la guerra, tra cui si devono ricordare almeno D'Arco Silvio Avalle, Dante Isella, Luciano Erba ed il ticinese Giorgio Orelli. Presente in Ossola nel 1944, durante la Repubblica dell'Ossola partecipò quale rappresentante del Partito d'Azione alle sedute del CLN e, insieme con Carlo Calcaterra, studiò una riforma scolastica.

### Da Friburgo alla Società Dantesca Italiana
Dopo la guerra riprese l'insegnamento a Friburgo e lo esercitò sino al 1952, quando ebbe la cattedra di filologia romanza nella facoltà di Magistero, quindi di lingua e letteratura spagnola e ancora di filologia romanza nella facoltà di Lettere dell'Università degli Studi di Firenze (quest'ultima nel 1956), per passare infine alla Scuola Normale Superiore di Pisa. Nello stesso anno assunse la direzione del Centro di studi di filologia dell'Accademia della Crusca, incarico che mantenne fino al marzo 1971. Accademico dei Lincei dal 1955, presiedette la Società Dantesca Italiana dal 1957 al 1967 e la rivista Studi danteschi dal 1957 al 1971 come unico direttore, per poi essere affiancato da Francesco Mazzoni fino al 1982, quando si ritirò. Anche la produzione scientifica, gli studi e le pubblicazioni continuarono senza sosta, nonostante i disagi indotti dalle cattive condizioni di salute. Nel 1987 (o 1985) Contini, in seguito ad una grave malattia, tornò definitivamente a Domodossola, nella villa di San Quirico, dove morì tre anni dopo.

## Vita privata
Contini sposò nel 1955 l'ex allieva Margaret Piller (1929-2005), da cui ebbe i figli Riccardo e Roberto.

## Metodologia

### La critica degli "scartafacci" e levariantid'autore
La critica di Contini viene definita critica delle varianti, poiché il suo metodo non si sofferma unicamente sull'opera data e compiuta (come sostenuto dalla critica idealista crociana), ma analizza anche le edizioni precedenti e le varie fasi correttorie dei manoscritti, quelli che Benedetto Croce, nelle Illusioni sulla genesi delle opere d'arte documentabili dagli scartafacci degli scrittori, chiamava appunto "scartafacci". Più in generale, essa s'inserisce nella corrente della critica stilistica di Karl Vossler e Leo Spitzer. Ma se nel primo vi era un interesse di matrice crociana per l'estetica e nel secondo la ricerca dell'etimo psicologico, Contini si sofferma esclusivamente sul dato linguistico, cercando di ripercorrere la genesi del testo a partire dalle variazioni dell'autore, considerando il prodotto letterario come un'opera in fieri, cioè in divenire:
(Italia)

### La produzione critico-filologica

#### Le due linee linguistiche
È stato un grande indagatore della letteratura, a tutto campo: dai saggi su Dante e Petrarca fino ai moderni e contemporanei Pascoli, Montale, Gadda e Pizzuto. Ha individuato nella letteratura italiana, vista sotto l'aspetto linguistico-stilistico, due linee che l'attraversano, per così dire, dalle origini al Novecento: una linea plurilinguistica e una monolinguistica. Il plurilinguismo, a cui va la preferenza del critico, caratterizzato da una ricchezza di registri lessicali e da un uso sperimentale del linguaggio, parte da Dante per arrivare sino a Pascoli, Gadda e Pasolini, mentre il monolinguismo, ovvero l'uso esclusivo di una lingua letteraria "alta", prende avvio dal Petrarca.

#### Critico di Dante
Oltre agli impegni istituzionali nella Società Dantesca Italiana, Contini si prodigò nel curare filologicamente e criticamente le opere dantesche, dopo i grandi risultati compiuti dalla filologia barbiana. Le curatele del 1939 delle Rime, e quelle del Fiore e del Detto d'Amore (da lui attribuite proprio al Sommo Poeta) nel 1984, si sono affiancate alla critica del pensiero dantesco, coniando il termine di plurilinguismo; Dante come personaggio-poeta; l'analisi degli echi interiori della poesia dantesca, grazie alla quale poté dichiarare Dante il padre delle opere antecitate, tutte idee che confluiranno nel saggio Un'idea di Dante.

#### Critico di Petrarca
Contini si prodigò, nello studio della letteratura italiana, anche ad analizzare Petrarca. Al contrario di Dante, il poeta aretino si concentrò su una poesia priva di slanci sperimentalisti e, soprattutto, su una lingua sola (da qui il monolinguismo). Inoltre, su Petrarca Contini poté applicare concretamente la filologia delle varianti d'autore, grazie alla grande quantità di codici pervenuti del Canzoniere, redatti in vari momenti della vita dello stesso Petrarca. Tali studi confluiranno nel Saggio d'un commento alle correzioni del Petrarca volgare (1943).

## Opere
- Esercizî di lettura sopra autori contemporanei con un'appendice su testi non contemporanei, Firenze, Fratelli Parenti, 1939. - Firenze, Felice Le Monnier, 1947; Nuova edizione aumentata di «un anno di letteratura», Torino, Einaudi, 1974; Collana Paperbacks n.137, Einaudi, 1982, ISBN 88-06-05372-8.
- Un anno di letteratura, Firenze, Le Monnier, 1942, SBN LO10092572.
- L'influenza culturale di Benedetto Croce, Milano-Napoli, Riccardo Ricciardi Editore, 1967. [apparso nel numero 36 de L'Approdo letterario, ottobre-dicembre 1966] - Prefazione di Michele Ciliberto, Collana Variazioni, Pisa, Edizioni della Normale, 2015.
- Letteratura dell'Italia unita 1861-1968, Firenze, Sansoni, 1997  [1968], ISBN 88-383-1611-2. - Introduzione di Cesare Segre, Collana Alta fedeltà, BUR, Milano, 2012, ISBN 978-88-170-5450-8.
- Varianti e altra linguistica. Una raccolta di saggi (1938-1968), Torino, Einaudi, 1970. - Collana Paperbacks n.96, Einaudi, 1992.
- Letteratura italiana delle origini, Firenze, Sansoni, 1970-2000. - Collana Alta fedeltà, BUR, Milano, 2013, ISBN 978-88-17-06769-0.
- Altri esercizî (1942-71), collana Paperbacks, n. 93, Torino, Einaudi, 1972, SBN SBL0456449.
- Una lunga fedeltà. Scritti su Eugenio Montale, collana Piccola Biblioteca, n. 226, Torino, Einaudi, 1974, ISBN 88-06-03860-5.
- La Letteratura italiana Otto-Novecento, Collana Le letterature del mondo, Firenze, Sansoni, 1974. - Milano, Rizzoli, 1998, ISBN 88-17-11254-2.
- Un'idea di Dante. Saggi danteschi, collana Piccola Biblioteca. Nuova serie, n. 92, Torino, Einaudi, 2001  [1976], ISBN 978-88-06-15858-3.
- Letteratura italiana del Quattrocento, collana Saggi, Firenze, Sansoni, 1976.
- Schedario di scrittori italiani moderni e contemporanei, collana Nuova Biblioteca, Firenze, Sansoni, 1978, SBN SBL0336187.
- Letteratura italiana del Risorgimento (1789-1861), Firenze, Sansoni, 1986. - Introduzione di Roberto Antonelli, Collana Alta fedeltà, BUR, Milano, 2011.
- Breviario di ecdotica, Milano-Napoli, Riccardo Ricciardi Editore, 1986. - Indici a cura di Gianfranco Breschi, Torino, Einaudi, 1990, ISBN 88-06-11894-3.
- Ultimi esercizî ed elzeviri (1968-87), Collana Paperbacks n.196, Torino, Einaudi, 1988, ISBN 88-06-59911-9.
- Diligenza e voluttà. Ludovica Ripa di Meana interroga Gianfranco Contini, Collana Saggi, Milano, Mondadori, 1989, ISBN 978-88-043-2533-8. - Collana Saggi, Milano, Garzanti, 2019, ISBN 978-88-116-0510-2.
- Quarant'anni d'amicizia. Scritti su Carlo Emilio Gadda (1934-1988), collana Piccola biblioteca Einaudi, n. 505, Torino, Einaudi, 1989, ISBN 88-06-11481-6.
- La parte di Benedetto Croce nella cultura italiana, collana Saggi brevi, n. 6, Torino, Einaudi, 1989, ISBN 88-06-11423-9.
- Amicizie, in Leggere, con una nota di Pietro Gibellini, Milano, Archinto, 19 marzo 1990. - a cura di Vanni Scheiwiller, Collezione Prosa n.36, Milano, Scheiwiller, 1991. [contiene i contributi apparsi sulla rivista]
- La critica degli scartafacci e altre pagine sparse, con un ricordo di Angelo Roncaglia, Pisa, Edizioni della Normale, 1992, ISBN 88-7642-035-5.
- Domodossola entra nella storia e altre pagine ossolane e novaresi, Presentazione di Romano Broggini, Domodossola, Grossi, 1995.
- Postremi esercizî ed elzeviri, Postfazione di Cesare Segre. Nota ai testi di Gianfranco Breschi, Collana Opere di G. Contini, Torino, Einaudi, 1998, ISBN 88-06-14207-0.
- Frammenti di Filologia romanza. Scritti di ecdotica e linguistica (1932-1989), a cura di Giancarlo Breschi, Firenze, Sismel-Edizioni del Galluzzo, 2007, ISBN 978-88-8450-218-6.
- Poesie, a cura di Pietro Montorfani, Torino, Aragno, 2010, ISBN 978-88-8419-457-2.
- Filologia, a cura di Lino Leonardi, collana Introduzioni, Bologna, Il Mulino, 2014, ISBN 9788815245663.
- Pagine pierriane. Schede, esercizi, corrispondenza, a cura di Giorgio Delia, Firenze, Sismel-Edizioni del Galluzzo per la Fondazione Ezio Franceschini, 2017, ISBN 978-88-8450-781-5.
- Una corsa all’avventura. Saggi scelti (1932-1989), a cura di Uberto Motta, collana Saggi, Roma, Carocci, 2023, ISBN 978-88-290-1646-4. [contiene 26 saggi]

### Altri scritti
- Dove va la cultura europea? Relazione sulle cose di Ginevra, a cura di Luca Baranelli e Daniele Giglioli, collana Quodlibet, n. 59, Macerata, Quodlibet, 2012, ISBN 978-88-7462-417-1. URL consultato il 2 giugno 2015. [scritto nel 1946 per la «Fiera letteraria»]
- Vincenzo De Bartholomaeis, in «Giornale storico della letteratura italiana», CXXX, 1953, pp.550 e segg.
- L'opera completa di Simone Martini, Presentazione di G. Contini, Milano, Rizzoli, 1970.
- Ignazio Buttitta, Pietre nere. Poesie 1980-1982, con un intervento di G. Contini, Milano, Feltrinelli, 1983.
- Marino Marini. Catalogo della Mostra al Museo di San Pancrazio, a Firenze, a cura di Carlo Pirovano, scritti di G. Contini et alii, Milano, Electa, 1988.

### Curatele
- Dante Alighieri, Rime, Introduzione e commento di G. Contini, Nuova raccolta di classici italiani annotati n.1, Torino, Einaudi, 1939, SBN RAV0232505. - II ed. riveduta e accresciuta, Einaudi, 1946, riproduzione in facsimile 1965; Collana NUE n.64, Einaudi, 1965-1993; Con un saggio di Maurizio Perugi, Collana Einaudi Tascabili n.256, Einaudi, 1995; Collana ET Classici, Einaudi, 2007, 2021, ISBN 978-88-062-5029-4.
- Francesco De Sanctis, Scelta di scritti critici, a cura di G. Contini, Torino, UTET, 1949, SBN NAP0215556.
  -  Francesco De Sanctis, Scelta di scritti critici e ricordi, a cura di G. Contini, 2ª edizione accresciuta, Torino, UTET, 1969, SBN TO00055624.
- Racconti della Scapigliatura piemontese, Collana Il Centonovelle. Novelliere antico e moderno n.29, Milano, Bompiani, 1953, SBN TO00340508. - Collana Gli struzzi n.426, Torino, Einaudi, 1992.
- Poeti del Duecento, vol. 2, Milano-Napoli, Ricciardi, 1960, SBN NAP0428606. - 4 tomi, Collezione Classici Ricciardi, Milano, Mondadori, 1995.
  -  Poeti del Duecento. Poesia «Realistica» toscana, a cura di G. Contini, collana Classici Ricciardi, n. 34, Torino, Einaudi, 1977, SBN MOD0042835.
  -  Poeti del Duecento. Poesia «Popolare» e Giullaresca, collana Classici, Torino, Einaudi, 1978.
- Francesco Petrarca, Canzoniere, a cura di G. Contini e Daniele Ponchiroli, Collana NUE, Torino, Einaudi, 1964, SBN RAV0106658.
- Giovanni Pascoli, Poesie, collana Oscar, 4 voll., curatela e saggi critici di G. Contini, Milano, Mondadori, 1969.
- Carlo Emilio Gadda, La cognizione del dolore, a cura di G. Contini, collana gli struzzi, n. 20, 3ª ed., Torino, Einaudi, 1970, SBN TO00562352.
- Roberto Longhi, Da Cimabue a Morandi, collana I Meridiani, a cura di G. Contini, Milano, Mondadori, 1973, SBN RLZ0309178. - Collezione I Millenni, Torino, Einaudi, 2024.
- Eugenio Montale, L'opera in versi, Edizione critica a cura di Rosanna Bettarini e G. Contini, Collezione I Millenni, Torino, Einaudi, 1980, ISBN 88-06-05090-7.
- Petrarca e le arti figurative, estratto da Francesco Petrarca Citizen in the World (Studi sul Petrarca· 8), Padova, Antenore, 1980.
- Il Fiore e il Detto d'Amore attribuibili a Dante Alighieri, collana Società Dantesca Italiana. Edizione Nazionale, Milano, Mondadori, 1984. - Collezione Classici Ricciardi, Milano, Mondadori, 1995.
- Antologia leopardiana, collana Universale letteraria Sansoni, Firenze, Sansoni, 1988-1997, ISBN 88-383-0066-6.
- Vittorio Sermonti, L'Inferno di Dante, supervisione di G. Contini, Milano, Rizzoli, agosto 1988.
- Italia magica. Racconti surreali novecenteschi scelti e presentati da G. Contini, collana SuperCoralli, Torino, Einaudi, 1988, ISBN 88-06-11450-6.
- Antologia manzoniana, Firenze, Sansoni, 1989-2002. - ora in Letteratura italiana del Risorgimento, Milano, BUR, 2011.
- Il Purgatorio di Dante, supervisione di G. Contini, Milano, Rizzoli, agosto 1990.
- Poeti del Dolce stil novo, collana Oscar Classici, n. 194, Milano, Mondadori, 1991, ISBN 88-04-34046-0. [ed. ridotta tratta da Poeti del Duecento]

### Traduzioni
- Friedrich Hölderlin, Alcune poesie, Firenze, Fratelli Parenti, 1941, SBN IEI0083301. - Firenze, Cya, 1947-1957; Torino, Einaudi, 1982-1987.
- Gil Vicente, Trilogia delle Barche, Collana Scrittori tradotti da scrittori n.46, Torino, Einaudi, 1992.

### Epistolari
- Lettere all'editore (1945-1954), a cura di Paolo Di Stefano, Torino, Einaudi, 1990, SBN BAS0236223.
- Carlo Emilio Gadda, Lettere a Gianfranco Contini a cura del destinatario 1934-67, collana Saggi Blu, Milano, Garzanti, 1988, ISBN 978-88-11-59835-0. - Nuova ed. con 62 lettere inedite, a cura di Dante Isella e G. Ungarelli, Collana Saggi, Garzanti, 2009, ISBN 978-88-117-4085-8.
- Eugenio Montale, Gianfranco Contini, Eusebio e Trabucco. Carteggio, a cura di Dante Isella, Milano, Adelphi, 1997, ISBN 978-88-459-1342-6.
- Gianfranco Contini-Ireneo Sanesi, Corrispondenza inedita, a cura di Manlio Sanesi, Pavia, Biblioteca della Società Pavese di Storia Patria, 1998.
- Emilio Cecchi, Gianfranco Contini, L'onestà sperimentale. Carteggio, a cura di Paolo Leoncini, Milano, Adelphi, 2000, ISBN 978-88-459-1532-1.
- «Il paesaggio d'un presentista». Corrispondenza tra Gianfranco Contini e Luigi Russo (1936-1961). A cura di Domenico De Martino, Firenze, 2009.
- Gianfranco Contini e Antonio Pizzuto, Coup de foudre. Lettere (1963-1976), a cura di Gualberto Alvino, Collana Il diaspro. Epistolari, Firenze, Polistampa, 2000, ISBN 88-8304-231-X.
- Un'amicizia in atto. Corrispondenza tra Gianfranco Contini e Aldo Capitini (1935-1967). A cura di Adriana Chemello e Mauro Moretti, Firenze, Sismel-Edizioni del Galluzzo, 2012, ISBN 978-88-8450-475-3.
- Irma Brandeis-G. Contini, «Questa stupida faccia». Un carteggio nel segno di Eugenio Montale, a cura e con una nota di Marco Sonzogni, prefazione di Domenico De Martino, Collana Le mongolfiere, Milano, Archinto, 2015, ISBN 978-88-776-8677-0.
- «Come per una congiura». Corrispondenza tra Gianfranco Contini e Sandro Sinigaglia (1944-1989). A cura di Gualberto Alvino, Firenze, 2015; Seconda edizione con un’appendice di 41 lettere ritrovate a cura di G. Alvino, Firenze, Sismel-Edizioni del Galluzzo, 2022, ISBN 978-88-9290-195-7.
- Lettere per una nuova cultura. Gianfranco Contini e la casa editrice Einaudi (1937-1989). A cura di Maria Villano, Firenze, Sismel-Edizioni del Galluzzo, 2019, ISBN 978-88-8450-916-1.
- Cesare Angelini-G. Contini, Critica e carità. Lettere (1934-1965), a cura di Gianni Mussini, collana Biblioteca Letteraria dell'Italia Unita, con la collaborazione di Fabio Maggi, presentazione di Carlo Carena, Novara, Interlinea, 2021, ISBN 978-88-685-7384-3.
- Gianfranco Contini-Giovanni Battista Angioletti, La libertà dell'arte. Carteggio (1941-1961), a cura di Liliana Orlando, Milano-Udine, Mimesis, 2023, ISBN 978-88-575-9517-7.
- Il vischio e il calicanto. Corrispondenza tra Gianfranco Contini e Giovanni Pozzi (1950-1989), a cura di Ottavio Besomi e Stefano Barelli, Firenze, Sismel-Edizioni del Galluzzo, 2025, ISBN 978-88-9290-384-5.

## Riconoscimenti
- Nel 1955 fu insignito del Premio Feltrinelli assegnato dall'Accademia dei Lincei per la Filologia e la Storia Letteraria.[14]
- Nel 1988 il suo lavoro Ultimi esercizi ed elzeviri ricevette il Premio Viareggio per la saggistica.[15]